# Абдреево
Абдреево — село в Новомалыклинском районе Ульяновской области России. Входит в состав Высококолковского сельского поселения.

## География
Село находится в восточной части Левобережья, в лесостепной зоне, на левом берегу реки Большой Авраль, на расстоянии примерно 19 километров (по прямой) к юго-востоку от села Новая Малыкла, административного центра района. Абсолютная высота — 83 метра над уровнем моря.
Климат
Климат характеризуется как умеренно континентальный, с тёплым летом и умеренно холодной зимой. Средняя температура воздуха самого тёплого месяца (июля) — 20 °C (абсолютный максимум — 39 °C); самого холодного (января) — −13,8 °C (абсолютный минимум — −47 °C). Продолжительность безморозного периода составляет в среднем 131 день. Среднегодовое количество атмосферных осадков составляет 406 мм. Снежный покров образуется в конце ноября и держится в течение 145 дней.
Часовой пояс
Село Абдреево, как и вся Ульяновская область, находится в часовой зоне МСК+1. Смещение применяемого времени относительно UTC составляет +4:00.

## История
Село состоит из двух населенных пунктов Абдреево и Лабитово. По легенде, названия сёл получили по имени их основателей — Абдрашитулла и Лабитулла. Дата основания села неизвестна,  в конце XVII века, после строительства — Закамской засечной черты, для охраны южно-восточных рубежей Русского государства от набегов кочевых племён.
В 1780 году, при создании Симбирского наместничества, деревня Абдреева Большой Куст тож, служилых татар, вошла в состав Ставропольского уезда.
В 1884 году указывается число домохозяйств — 415, ревизских душ — 710, населения обоего пола — 2083.
По сведениям переписи 1897 года, в деревне Абдреева Ставропольского уезда Самарской губернии жили 1203 человека (581 мужчина и 622 женщины), из них 1184 мусульманина.
В 1910 году было 245 дворов, 1519 жителей, мечеть, ветряная мельница. Абдреево и Лабитово являлись собственностью царской фамилии.
В 1930 году в Абдреево был организован колхоз имени Кагановича, в Лабитово — колхоз имени Красной Армии, в 1950 году объединены в одно коллективное хозяйство, а в 1956 году переименованное в колхоз «Алга». После реорганизации машинно-тракторных станций колхоз выкупил у государства тракторы и другую технику для возделывания сельскохозяйственных культур. В 1969 году в колхозе было 24 трактора, 15 комбайнов, 20 автомобилей и множество другой техники. На месте старых помещений для скота сооружено два животноводческих городка и зерносклады из кирпича и бетона. Построен механизированный ток, покрытый асфальтом. В центре села разбит парк, в котором были установлены были памятники В. И. Ленину и 57 землякам, погибшим в Великой Отечественной войне.
В 1967 году построен сельский дом культуры, библиотека. Позже построен медпункт, бетонный мост через реку Авраль, проложен водопровод.
В 1986 году колхоз имел более 1,5 тысячи голов крупного рогатого скота, около семи тысяч овец, пахотных земель 6,5 тысяч гектаров. Было 18 комбайнов, 30 грузовых автомобилей и 45 тракторов разных видов. В 1989—1990 годы была заасфальтирована дорога от села до федеральной трассы, в 1991 году — село газифицировано.
В 1998 году на пожертвования выходца из Лабитово бизнесмена Валиуллина Я. А. и жителей села были построены мечети в Абдрееве и в Лабитове.

## Население
| 1859 | 1889  | 1897  | 1910  | 2010 |
| ---- | ----- | ----- | ----- | ---- |
| 780  | ↗1115 | ↗1203 | ↗1519 | ↘241 |

Национальный состав
Согласно результатам переписи 2002 года, в национальной структуре населения татары составляли 95 % из 296 чел.